# 线叶山黧豆
线叶山黧豆（学名：Lathyrus palustris var. lineariforius）为豆科香豌豆属下的一个变种。